# Língua ho
A língua ho é uma língua munda da família autro-asiática falada principalmente na Índia por apoximadamente 1,077,000 de pessoas. Essa língua é escrita em devanagari e varang kshiti.

## Leitura
- Deeney, J. J. (1991). Introduction to the Ho language: [learn Ho quickly and well]. Chaibasa: Xavier Ho Publications.
- Burrows, L. (1980). The grammar of the Ho language: an eastern Himalayan dialect. New Delhi: Cosmo.
- Deeney, J. J. (1975). Ho grammar and vocabulary. Chaibasa: Xavier Ho Publications.